# Delococcus tafoensis
Delococcus tafoensis är en insektsart som först beskrevs av Hugh Edwin Strickland 1947.  Delococcus tafoensis ingår i släktet Delococcus och familjen ullsköldlöss.
Artens utbredningsområde är Ghana. Inga underarter finns listade i Catalogue of Life.